# Ricardo Acuña
Ricardo Jorge Acuña Raimann (Santiago, Metropolitana, Chile; 13 de enero de 1958) es un extenista de los años 1980 y entrenador juvenil chileno. En el Circuito Mundial de la ATP ganó tres títulos ATP 250 en dobles. Su mejor puesto en la Clasificación de la ATP individual fue el 47.º en 1986 y en dobles, el 45.º en 1985. El mejor resultado de su carrera fueron los cuartos de final alcanzados en el Campeonato de Wimbledon en 1985, donde venció a Pat Cash en segunda ronda. Fue jugador del equipo chileno de Copa Davis de 1980 a 1989 y cuartofinalista en 1982. De sus 41 partidos en este torneo, ganó 23 y cayó en 18. Fue compañero de Álvaro Fillol, Hans Gildemeister, Belus Prajoux y Pedro Rebolledo. Fue el «chileno mejor clasificado» en la temporada de 1985.

## Clasificación histórica
| Grand Slam           |    |   |   |   |    |    |    |    |    |    |    |   |      |
| Abierto de Australia | A  | A | A | A | A  | A  | A  | A  | A  | A  | A  | A | 0–0  |
| Roland Garros        | A  | A | A | A | A  | 1R | 1R | A  | 1R | A  | A  | A | 0–3  |
| Wimbledon            | A  | A | A | A | A  | 3R | 3R | CF | 1R | A  | 3R | A | 10–5 |
| US Open              | 1R | A | A | A | 1R | 3R | 1R | 1R | 2R | 1R | A  | A | 3–7  |

## Títulos ATP (3; 0+3)

### Individuales (0)
| Leyenda                |
| Grand Slam (0)         |
| Tennis Masters Cup (0) |
| ATP Masters Series (0) |
| ATP Tour (0)           |

### Finalista en individuales (2)
- 1982: Itaparica (pierde ante Jaime Fillol)
- 1982: Bahía (pierde ante Jaime Fillol)

### Dobles (3)
| Leyenda                |
| Grand Slam (0)         |
| Tennis Masters Cup (0) |
| ATP Masters Series (0) |
| ATP Tour (3)           |

| N.º | Fecha                   | Torneo                  | Superficie | Pareja                     | Oponentes en la final                         | Resultado   |
| --- | ----------------------- | ----------------------- | ---------- | -------------------------- | --------------------------------------------- | ----------- |
| 1.  | 7 de octubre de 1985    | Toulouse, Francia       | Dura       | Jacob Hlasek Suiza         | Pavel Slozil / Tomas Smid República Checa     | 3-6 6-2 9-7 |
| 2.  | 17 de noviembre de 1986 | Houston, Estados Unidos | Carpeta    | Brad Pearce Estados Unidos | Chip Hooper / Mike Leach Estados Unidos       | 6-4 7-5     |
| 3.  | 25 de enero de 1988     | Guarujá, Brasil         | Dura       | Luke Jensen Estados Unidos | Javier Frana Argentina) / Diego Pérez Uruguay | 6-1 6-3     |

## Títulos enChallengers(1)
| N.º | Fecha               | Torneo      | Superficie | Oponentes en la final | Resultado   |
| --- | ------------------- | ----------- | ---------- | --------------------- | ----------- |
| 1.  | 16 de julio de 1978 | Hilton Head | Dura       | Tim García            | 1-6 6-3 7-6 |